# Samurai Pizza Cats
Samurai Pizza Cats är en japansk tecknad TV-serie från 1990 av Tatsunoko Productions och Sotso Agency. Serien har gått i USA och Japan, men inte i Sverige.

## Handling
TV-serien handlar om tre samurajkatter som skyddar staden Tokyo från brott maskerade som pizzabud.

## Huvudfigurer
- Speedy Cerviche (Yattarō): Ledaren för Samurai Pizza Cats. Hans vapen är det magiska Ginzusvärdet. Han har stort självförtroende och älskar att posera framför kameran efter varje seger. Hans dräkt är vit.

Röst: Pick Jones (engelska), Kappei Yamaguchi (japanska)
- Polly Esther (Pururun Nyan): Den enda tjejen i gänget. Hon har ett hett temperament och vassa klor. Hon slåss med "kärlekens kraft": Hon spelar flöjt innan hon slåss och hennes projektiler är hjärtformade. Hennes dräkt är röd och rosa.

Röst: Sonja Ball (engelska), Ai Orikasa (japanska)
- Guido Anchovy (Sukashii): Guido är den coola kvinnotjusaren. Han ses ofta jaga efter tjejer, men han har väldigt lite framgång i romans. Hans vapen är The Samurai Sunspot Umbrella, som kan skjuta ringar, skjuta iväg en värmestråle, hypnotisera fiender och användas som en klubba (när det är stängt) eller en sköld (när det är öppet). Hans dräkt är blå.

Röst: Terrence Scammell (engelska), Juurouta Kosugi (japanska)

## Skurkar
- Seymour Cheese (Kitsunezuka Ko'on-no-Kami): Ofta kallad för The Big Cheese. I den japanska versionen är han en räv, men i den engelska versionen identifierar han sig själv som en råtta. Han är Samurai Pizza Cats ärkefiende. Han försöker alltid ta kontroll över staden med hjälp av ett nästan obegränsat antal ninjakråkor, men det går alltid fel, antingen på grund av Samurai Pizza Cats eller sin egen inkompetens. Han har ovanan att bokstavligen explodera av ilska när han är arg över sitt misslyckande.

Röst: Dean Hagopian (engelska), Ikuya Sawaki (japanska)
- Jerry Atric (Karasu Gennarisai): En gammal kråka, The Big Cheese rådgivare.

Röst: Terrence Scammell (engelska)
- Bad Bird (Karamaru): Ledare för The Big Cheese armé av Ninjakråkor och Speedys rival.

Röst: Micheal O'Reill (engelska), Kōichi Yamadera (japanska)

## Särdrag
TV-serien utmärker sig framför allt genom att den är tecknad i japansk manga-stil, men också för att figurernas öron bokstavligen hoppar av huvudet när de blir överraskade, skrämda, får ont eller gör någon plötslig rörelse. Humorn i serien kan beskrivas som metahumor. Samurai Pizza Cats kan till exempel säga till skurken: Det är hela 8 minuter kvar innan avsnittet är slut. Vi hinner lätt besegra dig.